# Мисс США 1952
Мисс США 1952 (англ. Miss USA 1952) — 1-й конкурс красоты Мисс США прошедший 27 июня 1952 года, в Long Beach Municipal Auditorium, Лонг-Бич, Калифорния. Представительницы 38 штатов участвовали в инаугурации победительницы конкурса. Победительницей конкурса стала Джеки Логери от штата Нью-Йорк.

## Результаты

### Места
| Итоговое место | Участница |
| -------------- | --- |
| Мисс США 1952  | - Нью-Йорк — Джеки Логери |
| 1-я вице-мисс  | - Луизиана — Джин Томпсон |
| 2-я вице-мисс  | - Миссури — Каролин Карли |
| 3-я вице-мисс  | - Теннесси — Джин Харпер |
| 4-я вице-мисс  | - Оклахома — Трула Бирчфилд |
| Топ 10         | - Индиана — Вирджиния Энн Джонсон - Мичиган — Джуди Хатула - Миннесота — Джодел Стримлингер - Монтана — Валери Джексон - Нью-Джерси — Рут Хун Джемптон |

### Участницы
| - Айдахо — Чери Линдсей - Алабама — Дорис Эдвардс - Арканзас — Барбара Уотчен - Вашингтон — Адель Слайбах - Вермонт — Элизабэт Уиткомб - Виргиния — Элизабэт Гленн - Делавэр — Сью Лэнгтон - Джорджия — Бетти Вуд - Иллинойс — Шерри Матулис - Индиана — Вирджиния Энн Джонсон - Калифорния — Глория Максвелл - Канзас — Бетти Реник - Кентукки — Джин Тингл - Колорадо — Джоанн Линн - Коннектикут — Джо Кулман - Луизиана — Джин Томпсон - Массачусетс — Вэл Дорн - Миннесота — Джодел Стримлингер - Миссисипи — Кэролин Томас - Миссури — Каролин Карли | - Мичиган — Джуди Хатула - Монтана — Валери Джексон - Мэн — Джин Мари Лемир - Невада — Барбара Джин Кларк - Нью-Джерси — Рут Хун Джемптон - Нью-Йорк — Джеки Логери - Нью-Мексико — Кэй Нейл - Огайо — Марджи Броеринг - Оклахома — Трула Бирчфилд - Орегон — Бет Бейли - Пенсильвания — Джин Фергюсон - Род-Айленд — Ана Долорес Селиндер - Северная Дакота — Глория Джо Лоув - Северная Каролина — Дорис Стэнли - Теннесси — Джин Харпер - Техас — Шарлин Маклери - Флорида — Ивонн Пэрис - Южная Каролина — Марджи Аллен - Юта — Кэрол Джин Исбел |

## Также
- Мисс Вселенная 1952
- Мисс Мира 1952